# François-Joseph d’Offenstein

Wappen von François-Joseph d’Offenstein

François-Joseph d’Offenstein (* 27. Juli 1760 in Erstein, Elsass; † 27. September 1837 in Mouzay. Meuse) war ein aus dem Elsass stammender französischer Général de brigade der Koalitionskriege.

## Leben
François-Joseph Offenstein wurde als Sohn des Fleischers François-Joseph Offenstein und dessen Frau Catherine Reibel geboren. Am 10. März 1777 trat er mit 16 Jahren in die französische Armee des Ancien Régime ein.
Während der Französischen Revolution diente Offenstein 1792 erst als Lieutenant-colonel Schon im Alter von 33 Jahren wurde er im Juli 1793 Général de brigade und wenig später dank seiner politischen Beziehung zum Général de division befördert. Er wurde Kommandant der französischen Stadt Neuf-Brisach. Diesen Posten verlor er im Jahr 1794 und wurde entlassen, als er auf einer Karte einen Fluss mit einer Straße verwechselte und eine Abteilung von 18.000 Männern falsch schickte. Er hatte aber durch seine einfache Herkunft kaum Lesen gelernt (dies sorgte im Nachhinein für ziemlich viel Spott und wurde auch stark übertrieben). Seiner Karriere schadete es nur kurz.
Auf eigenen Wunsch trat Offenstein mit dem niedrigeren Rang eines Colonel wieder in die Armee ein. Am 14. Juli 1804 wurde er, für seine Teilnahme an fast allen Schlachten am Rhein während der französischen Revolutionskriege und der unter dem Konsulat von Napoleon zum Offizier der Ehrenlegion ernannt. Während des Ersten Kaiserreichs kämpfte er am 10. Juni 1807 in der Schlacht bei Heilsberg. Am 25. Juni 1807 wurde Offenstein erneut zum Géneral de brigade befördert. Am 26. Juni 1809 wurde er als Baron in den Adelsstand des Kaiserreichs aufgenommen. Als Militär arbeitete d’Offenstein bis 1815 mit Marschall Brune zusammen.
Offenstein starb am 27. September 1837 im Alter von 77 Jahren.
1803 heiratete er Marie Barbe Lamarcq, mit der er die zwei Kinder Guillaume François (1804–1865) und Eugène Auguste (1808–1863) hatte. François-Joseph d’Offenstein war ein entfernter Onkel von Paul Rohmer (1876–1977).

## Auszeichnungen
- 14. Juni 1804: Offizier der Ehrenlegion
- Eine Straße in Straßburg, die Rue du General François-Joseph d’Offenstein, ist heute nach ihm benannt.